# 廬山粉蝨
廬山粉蝨（学名：Asialeyrodes lushanensis）为粉蝨科亞洲粉蝨屬下的一个种。